# Colijn de Coter
Colijn de Coter (né en 1450, mort en 1539 ou 1540) est un peintre primitif flamand actif à Bruxelles entre 1485 et 1522. Il a beaucoup travaillé pour l'exportation avec son atelier, notamment vers la Suède et l'Italie (Messine). Sur l'ensemble de sa production, trois œuvres seulement sont signées : le Saint Luc peignant la Vierge de Vieure, le Retable de la Trinité et des trois Maries en pleurs de Paris (Musée du Louvre) et la Vierge couronnée par des anges de Düsseldorf.

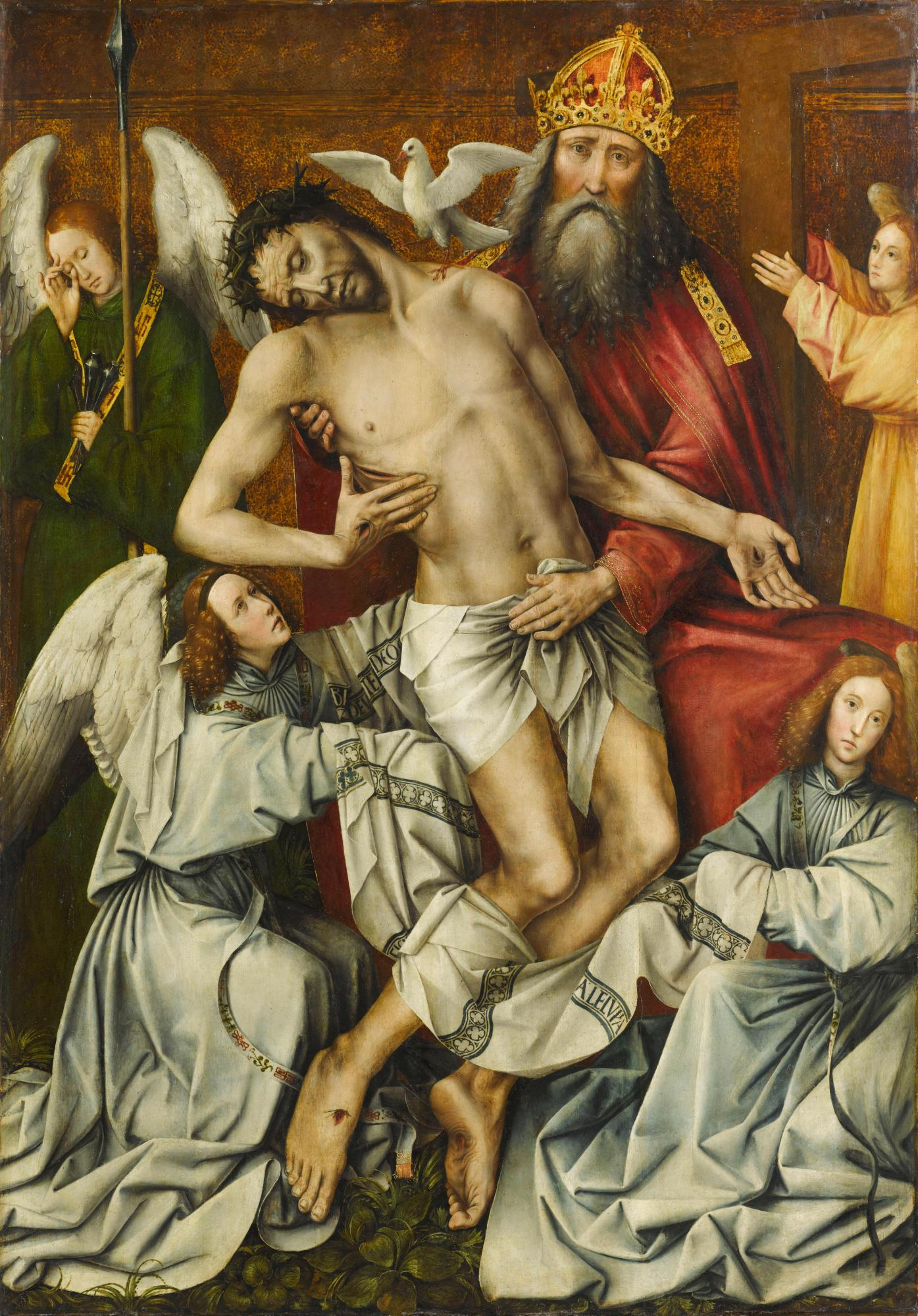
La Sainte Trinité, avec Dieu le Père soutenant le Christ, Musée du Louvre-Lens.

Son œuvre majeure[réf. nécessaire] est un tableau représentant la Descente de Croix exposé au musée régional de Messine. Cette peinture n'est cependant qu'un fragment. Selon le Thieme-Becker, cette peinture faisait autrefois partie d'un ensemble plus grand qui fut découpé puis dispersé. Peut-être fut-ce en 1678 lorsque la révolte de l'aristocratie commerciale et financière contre le vice-roi espagnol échoua et que de fortes réparation furent imposées à Messine.
Les volets représentant des figures de saints, d'évangélistes et de docteurs de la Loi du Retable I d'Orsoy (église Saint-Nicolas) sont attribués à l'atelier de Colijn de Coter.

## Œuvres
Œuvres attribuées à l'artiste :
- Saint Luc peignant la Vierge (1493), église de Notre-Dame de Vieure. Le tableau montre le peintre et son modèle tandis qu'un charpentier fabrique le cadre. Colijn de Coter est montré à l’œuvre dans son atelier.
- Sainte Véronique (~1510), musée Wallraf-Richartz de Cologne. Constituait probablement le panneau droit d'un triptyque.
- La lamentation du Christ (~1510–1515), musée des Bons-Enfants de Maastricht.
- La famille du roi Manuel Ier de Portugal (1518), Santa Casa de Misericórdia do Porto.
- L'archange Saint Michel et Sainte Agnès, musée et galerie Bob Jones, Greenville (Caroline du Sud, États-Unis)[réf. nécessaire]
- La Sainte Vierge, les quatre apôtres et Saint Michel (~1500–1510), Musées Royaux des Beaux-Arts de Belgique, Bruxelles. Deux fragments d'un autel représentant le Jugement Dernier, peut-être commandé pour le maître-autel de l'église Saint-Pantaléon de Cologne.
- Descente de croix (XVe siècle), Musée Régional de Messine.
- Adoration des mages, Musée des beaux-arts de Gand[4].
- La Sainte Trinité, avec Dieu le Père soutenant le Christ (~1510–1515), Musée du Louvre-Lens, Louvre-Lens.
- Le Christ de douleur, Musée de Brou, Bourg-en-Bresse[5]
- Ses cartons sont aussi le modèle de la spectaculaire tapisserie de la Rédemption de l'homme, dont un exemplaire est conservé au Trésor de la cathédrale de Narbonne.